# ابلیان-ساینت-نزایر
ابلیان-ساینت-نزایر (به فرانسوی: Ablain-Saint-Nazaire) یک کمون و dwelling place در فرانسه است که در پا-دو-کاله واقع شده‌است.

## خصوصیات
ابلیان-ساینت-نزایر ۱٬۸۲۸ نفر جمعیت دارد.